# Александр, Лекси
Александра Мирай (араб. الكسندرا ميراي‎, профессионально известна как Лекси Александр, англ. Lexi Alexander; род. 23 августа 1974 года, Мангейм, Федеративная Республика Германия) — американский режиссёр и сценаристка палестино-немецкого происхождения. Бывшая чемпионка мира по версии Всемирной ассоциации кикбоксинга в разделе поинтфайтинг. В подростковом возрасте Лекси была единственной девушкой в составе фанатской группировки Mannheim City Boys, которая отчасти послужила вдохновением для её фильма «Хулиганы».
Александр является сторонником гендерного равенства в Голливуде, открыто выступает против половой дискриминации и активно содействует общинам арабской диаспоры.

## Ранние годы и карьера
Лекси Александр родилась и выросла в расположенном на территории Федеративной Республики Германии (ФРГ) городе Мангейм. Воспитывалась матерью-одиночкой, в то время как отцом её был палестинец из Рамаллы. Училась в Лос-Анджелесе в актёрской школе Джоэнн Барон, изучая технику Майзнера у Пьеро Дуза, преподавателя актёрского мастерства. Кроме того, посещала дополнительные курсы по основам кинопроизводства в Калифорнийском университете в Лос-Анджелесе. Как стало известно в июле 2014 года, Александр является поклонницей режиссёра Эзан Пальси.
В восьмилетнем возрасте начала заниматься восточными единоборствами, в частности дзюдо. В 14 лет перешла к изучению стиля Сётокан и получила чёрный пояс третьего дана по карате. Значительно преуспела в кикбоксинге и спустя два года присоединилась к национальной сборной Германии. Четыре раза выигрывала чемпионат Германии по кикбоксингу в дисциплине поинтфайтинг и два раза чемпионат Европы. В 1994 году, в возрасте 19 лет, Александр выиграла чемпионат, проводимый Всемирной ассоциацией кикбоксинга в Атлантик-Сити. Вскоре после того, как Александр стала чемпионкой мира, она ушла из профессионального спорта и отправилась в США, и на одном из мероприятий по кикбоксингу познакомилась с Чаком Норрисом. Хотя периодически она уже появлялась на немецком телевидении, Норрис предложил ей перебраться в Голливуд, чтобы продолжить карьеру в кино, и оказал финансовую помощь.
У неё сложились длительные исключительно деловые отношения с мастером боевых искусств Пэтом Джонсоном, которого Александр наняла в качестве координатора трюков и хореографа в самом начале своей режиссёрской карьеры. В своё время, благодаря Пэту Джонсону, Александр досталась роль Китаны в театральном шоу «Mortal Kombat: Live Tour», и в течение семи месяцев — в период с 1995 по 1996 год — она гастролировала вместе с актёрами, изображавшими персонажей видеоигры. Александр продолжала целенаправленно работать каскадёром, выполняя боевые и мототрюки, высотные падения; параллельно она оттачивала навыки точного вождения, в том числе и гоночных автомобилей, а также обучала морских пехотинцев рукопашному бою. По состоянию на 2017 год практикует тренировки, направленные на изучение «Системы», русского боевого искусства; хотя свою спортивную карьеру Александр закончила в возрасте 22 лет, причём оба её колена фиксируют металлические винты вследствие полученной в прошлом травмы.
Первой режиссёрской работой Александр стал номинированный в 2003 году на премию «Оскар» короткометражный фильм «Джонни Флайтон». По её словам, фильм об обвиняемом в убийстве боксёре из Алабамы, — это выдуманная история, навеянная встречей с боксёром в Германии, когда ей было 9 лет. Запомнившийся из детства эпизод, послужил впоследствии основной идеей для фильма, бюджет которого составил 35 000 долларов, причём был самофинансирован лично Александр, и отснят за 5 дней. В 2005 году вышел её первый полнометражный художественный фильм под названием «Зелёная улица» (англ. Green Street), известный также как «Хулиганы Зелёной улицы» (англ. Green Street Hooligans), «Футбольные хулиганы» (англ. Football Hooligans) или просто «Хулиганы». Изначально в качестве продюсеров выступили Джиджи Притцкер и Дебора Дель Прете. В независимом фильме снялись такие актёры, как Чарли Ханнэм в роли футбольного хулигана Пита Данэма, Элайджа Вуд в роли Мэтта Бакнера, Клэр Форлани сыграла роль Шэннон, Марк Уоррен сыграл Стива, а Лео Грегори — Боввера. Идея фильма вдохновлена личным опытом взросления, поскольку ещё в детстве Александр была увлечена спортом и его страстными болельщиками, когда наблюдала за игрой любимой немецкой футбольной команды «Вальдхоф» в Мангейме. Вдохновлённая своими переживаниями, Александр совместно с бывшим футбольным хулиганом Дуги Бримсоном, который впоследствии стал писателем, и Джошуа Шеловым, написала сценарий на основе рассказа о группировке фанатов клуба «Вест Хэм Юнайтед». Фильм стал вторым в истории фестиваля «South by Southwest», после Sexless Алекса Холдриджа 2003 года, получившим как награду жюри, так и приз зрительских симпатий.
Следующим фильмом Александр стал «Каратель: Территория войны» 2008 года, в котором главную роль сыграл Рэй Стивенсон. Это был первый студийный проект для Александр, а сама она стала первой женщиной-режиссёром среди кинематографистов, которые когда-либо занимались экранизацией комиксов Marvel. Александр самой очень хотелось поработать над студийным проектом, даже вопреки тому, что её наняли по низкой ставке, поскольку бюджет фильма тогда значительно уменьшился. Кроме того, маркетинговые затраты после выхода фильма, по мнению Александр, были недостаточными, а рождественский релиз она вообще назвала ошибкой. На момент выхода проект считался коммерческим и критическим провалом, хотя некоторые обозреватели выразили недовольство негативным приёмом фильма. Американский комик Пэттон Освальт вообще с самого начала был его красноречивым защитником. После разочарования, связанного с первым студийным опытом, Александр по собственному сценарию поставила фильм «Взлёт», который в 2011 году вышел «сразу на видео». Съёмки затрагивающего тему христианства фильма, проходили в Алабаме. Сюжет раскрывает особенности характера непростых взаимоотношений в семье подростка, который остаётся вместе с матерью-наркоманкой, в то время как отец в качестве американского резервиста отправляется в Афганистан для прохождения воинской службы. Главные роли сыграли Дэш Майхок, Никки Эйкокс и Юрайа Шелтон.
В 2012 году Александр сняла эпизод для «BlackBoxTV», канала Энтони Зуикера на YouTube, под названием Execution Style. В 2014 году Александр привлекла повышенное внимание в «Твиттере» призывами о гендерном равенстве в Голливуде, а впоследствии получила предложение поработать на съёмочных площадках популярных телесериалов. Уже в следующем году она сняла эпизод «Без надежды на искупление» для сериала «Стрела»; в 2016 году вышли «Правда, справедливость и американский образ жизни» для «Супергёрл», «Собачий завтрак» для «Области тьмы» и «Родственные души» для «Американской готики»; в 2017 году последовали эпизоды, соответственно, «Аве Мария» для «Заложницы», а «Я люблю её» для «Как избежать наказания за убийство».
В 2016 году сообщалось, что она выступит режиссёром биографического фильма Crossface о жизни канадского профессионального рестлера Криса Бенуа. Однако в январе 2020 года сын Бенуа Дэвид объявил об отмене проекта. В феврале 2018 года было объявлено, что она работает над телесериалом You Bury Me для Blumhouse Productions. Концепция сериала принадлежит Скотту Дерриксону, который выступит также в качестве исполнительного продюсера. Согласно официальному синопсису, действие сериала происходит в Ираке, Сирии и Турции, и на фоне охваченного конфликтами Ближнего Востока разыгрывается невероятная история настоящей любви. После того как в 2003 году она удостоилась номинации на премию «Оскар» за короткометражный фильм, Александр долго и безуспешно пыталась попасть в Академию кинематографических искусств и наук, пока не получила, наконец, полноправного членства в июне 2018 года.

## Правозащитная деятельность
В начале 2014 года в «Твиттере» и личном блоге, Лекси Александр обсуждала нехватку женщин-режиссёров в Голливуде и отсутствие гендерного паритета в индустрии развлечений. Александр открыто рассказала о проявлениях сексизма и профессиональных возможностях, которые, по её словам, были упущены из-за половой принадлежности. В 2014 году она также заявила в интервью, что ей было отказано во встрече, как и режиссёру Кэтрин Хардвик, где предполагалось обсудить возможность постановки фильма «Боец», поскольку продюсеры не были заинтересованы в найме женщины на работу.
Александр оказывала поддержку Американскому союзу защиты гражданских свобод в выявлении признаков гендерной предвзятости, особенно в практике найма женщин-режиссёров, которые критически относились к роли Гильдии режиссёров Америки. Выпускники киношколы обладают гендерным паритетом, хотя в 2017 году доля трудоустроившихся женщин колебалась от 8 % до менее чем 6 %. В 2015 году Александр поделилась своим опытом в рамках расследования Комиссии по соблюдению равноправия при трудоустройстве относительно практики найма в Голливуде. Академии кинематографических искусств и наук, по мнению Александр, необходимо увеличить квоты приёма, пока в равной степени не будут представлены все группы, в противном случае, рассмотреть вопрос об отмене пожизненного членства.
Александр высказывалась против незаконного обмена файлами, однако поддержала инновационный файловый обмен крупных предприятий, использующих цифровые модели распространения. Она раскритиковала антипиратские действия в отношении судопроизводства и лоббирования продукции голливудской индустрии; вместе с тем Александр особо отметила проблемы гео-блокировки, поскольку ей «как немке, проживающей в США, крайне затруднительно получать доступ к германским новостным ресурсам, а во время нахождения в Германии, наоборот, американские программы практически не доступны». Она также заявила, что не одобряет политику Голливуда, затрачивающего миллионы на борьбу с пиратством, впрочем как и богатства Кима Доткома, «набивающего собственные карманы». Александр считает, что деньги, используемые MPAA, лучше потратить на повышение степени диверсификации и создания более равноправной модели распределения. Тем не менее, она поддержала Петера Сунде, в связи с его тюремным заключением в рамках судебного процесса над основателями The Pirate Bay и политикой добросовестного использования.

## Награды и номинации
| Год  | Награда                       | Категория | Работа                    | Результат |
| ---- | ----------------------------- | --- | ------------------------- | --------- |
| 1994 | Награда за безупречную службу | За выдающиеся заслуги и образцовое исполнение служебных обязанностей в качестве инструктора, консультанта инструкторского состава морской пехоты по рукопашному бою | Корпус морской пехоты США | [ 17 ]    |
| 2003 | «Оскар»                       | За лучший игровой короткометражный фильм (вместе с Александром Буоно)                                                                                               | «Джонни Флайтон»          | Номинация |
| 2005 | Malibu Film Festival          | Награда жюри лучшему фильму фестиваля | «Хулиганы»                | Победа    |
| 2005 | LA Femme Film Festival        | Лучший фильм | «Хулиганы»                | Победа    |
| 2005 | SXSW Film Festival            | Награда жюри за лучшее повествование | «Хулиганы»                | Победа    |
| 2005 | SXSW Film Festival            | Приз зрительских симпатий в категории «Повествование» | «Хулиганы»                | Победа    |

## Фильмография

### Фильмы
- Бэтмен и Робин (1997) — каскадёр[2]
- Цель номер один[укр.] (1997) — помощник продюсера (как Лекси Мирай)[61]
- Fool Proof (2002) — режиссёр[62]
- Джонни Флайтон[англ.] (2002)
- Хулиганы (2005)
- Wheelmen (2005) — продюсер[63]
- Каратель: Территория войны (2008)
- Хулиганы 2[англ.] (2009) — создатель персонажей, исполнительный продюсер[64]
- Взлёт[англ.] (2010)

### Телевидение
- Парень познаёт мир (1997) — роль Сони в эпизоде «Последнее танго в Филадельфии»[65]
- BlackBoxTV (2012) — режиссёр эпизода AEZP: Execution Style[66]
- Стрела (2015) — режиссёр эпизода Beyond Redemption
- Супергёрл (2016) — режиссёр эпизода Truth, Justice and the American Way
- Области тьмы (2016) — режиссёр эпизода A Dog’s Breakfast
- Американская готика[англ.] (2016) — режиссёр эпизода Kindred Spirits
- Заложница (2017) — режиссёр эпизода Hail Mary
- Как избежать наказания за убийство (2017) — режиссёр эпизода I Love Her
- Спецназ города ангелов (2018) — режиссёр эпизода Day Off
- Лучшие в Лос-Анджелесе[англ.] (2019) — режиссёр эпизода Thief[67]
- You Bury Me (TBA) — сценарист, исполнительный продюсер